# Фудбалски савез Италије
Фудбалски савез Италије (итал. Federazione Italiana Giuoco Calcio, FIGC), такође познат као Federcalcio, је управно тело за фудбал у Италији. Он организује 	Италијанску фудбалску лигу, Куп Италије и мушку и женску Фудбалску репрезентацију Италије. Седиште му је у Риму. Био је један од чланова оснивача ФИФА и УЕФА.

## Признања
- Светско првенство: 4 пута (1934, 1938, 1982, 2006)
- Европско првенство у фудбалу: 2 пута (1968, 2020)
- Олимпијске игре: једном (1936)
- Међународни Куп: 2 пута (1927-1930), (1933-1935)